# Reginald Welby (1er baron Welby)
Reginald Earle Welby (3 août 1832 - 30 octobre 1915) est un pair britannique, ancien secrétaire permanent au Trésor et ancien président de la Royal Statistical Society.

## Jeunesse et éducation
Né dans le presbytère de son père à Harston dans le Leicestershire, il est le septième enfant du révérend John Earle Welby (1786–1867), un fils cadet de Sir William Earle Welby (1er baronnet). Sa mère est Felicia Elizabetha Hole (1797–1888), la fille du révérend Humphrey Aram Hole (1763–1814) et son épouse Sarah Horne (1775–1853), fille de George Horne, évêque de Norwich. Sa sœur cadette, Felicia Elizabetha Welby (1835–1927), devient l'épouse de Montague Bertie (11e comte de Lindsey).
Welby fait ses études au Collège d'Eton où il devient connu parmi ses amis comme un "grand footballeur". Il va ensuite au Trinity College, à Cambridge, dans l'espoir d'une carrière d'avocat après l'obtention de son diplôme, bien que ses espoirs ne se soient jamais réalisés. Au lieu de cela, il entre dans la fonction publique comme commis au Trésor en 1856 après avoir obtenu son diplôme de Cambridge en 1855.

## Carrière
Welby occupe de nombreux postes au cours de son mandat au Trésor et est nommé secrétaire adjoint aux finances en 1880. En 1885, il succède à Lord Lingen comme secrétaire permanent au Trésor, occupant ce poste jusqu'à sa retraite en 1894. Après sa retraite, il est élevé à la pairie comme baron Welby, d'Allington dans le comté de Lincoln, le 16 avril 1894, bien qu'il n'ait pas joué un grand rôle dans les débats dans la Chambre des lords. Il est nommé membre du Conseil privé en 1913. Lord Welby est également conseiller municipal du London County Council, devenant finalement son président, et est président du Congrès international de libre-échange.

## Vie privée
Lord Welby est impliqué dans un accident d'automobile en décembre 1914, dont il s'est remis; cependant, son instabilité ultérieure cause sa mort à l'automne 1915. Célibataire, il ne laisse aucun héritier  et la baronnie s'éteint à sa mort.